# يوهان ريفيير
يوهان ريفيير (بالفرنسية: Yohann Rivière)‏ هو لاعب كرة قدم فرنسي في مركز الهجوم، ولد في 18 أغسطس 1984 في بونت لآبي في فرنسا. لعب مع نادي إستر ونادي ديجون ونادي غانغون ونادي فان ونادي لوهافر.

## وصلات خارجية
- يوهان ريفيير على موقع رابطة كرة القدم الفرنسية للمحترفين (الإنجليزية)
- يوهان ريفيير على موقع قاعدة بيانات كرة القدم.إي يو (الإنجليزية)
- يوهان ريفيير على موقع Soccerway.com (الإنجليزية)
- يوهان ريفيير على موقع عالم كرة القدم.نت (الإنجليزية)